# Якутське воєводство

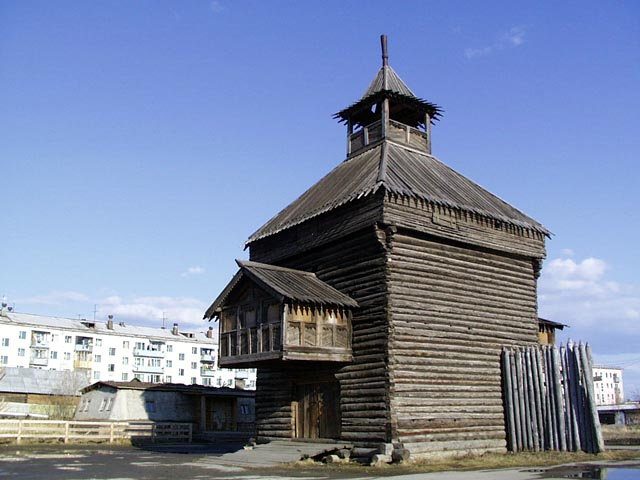
Вежа Якутського острогу (відтворено можливий її вигляд у XVII столітті)

Яку́тське воєво́дство — найсхідніше воєводство Московського царства, що існувало в 1638—1708 роках.

## Історія
Воєводство утворено на базі колонії єнісейських козаків, які досягли середньої Лени і почали збирати ясак з місцевих жителів. Адміністративним центром воєводства став заснований Петром Бекетовим 1632 році Ленський острог (згодом Якутськ). Якутське воєводство стало плацдармом для освоєння Росією територій Далекого Сходу: Семен Дежньов освоює Чукотку, Володимир Атласов — Камчатку.
1665 році натовп вольниці, під проводом Микити Чернігівського, вбив у Кіренську якутського воєводу Лаврентія Обухова. Боячись покарання, Чернігівський з деким зі своєї банди втік на Амур і оселився в Албазиному, яке після розгрому Степанова було порожнім, як і майже всі російські остроги, засновані на Амурі Хабаровим і Степановим. Албазине було тоді головним пунктом на Амурі.
За Петра I воєводство реорганізувалося і злилося з новоствореною Сибірською губернією.

## Географія
Воєводство в період свого найбільшого розширення охоплювало басейн річки Лени, включало узбережжя Охотського моря, Чукотський півострів, Камчатку і, тимчасово, Забайкалля. Північною межею було Студене море, південною — Становий хребет, оскільки експедиція в Приамур'їя Пояркова (1643—1646) не досягла поставлених цілей.

## Управління
Головою воєводства був призначуваний із центру воєвода, який здійснював свою владу через прикажчиків і якутських козаків, які сиділи в острогах і здійснювали дослідні, завойовницькі або каральні експедиції невеликими ватагами на чолі з п'ятидесятниками. Духовна влада здійснювалася через релігію. В адміністративному центрі воєводства були дерев'яні православні храми і Спаський чоловічий монастир. Основу соціальної піраміди воєводства становили тубільці (якути, ламути, коряки, юкагири), які продовжували жити на рівні неоліту (з елементами оленярства), але зобов'язані були платити ясак «для білого царя».

## Головні опорні пункти воєводства (остроги)
- Анадирський острог (1649)
- Верхоянськ (1638)
- Вілюйськ (1634)
- Жиганськ (1632)
- Зашиверськ (1639)
- Колимський острог (1643)
- Олекминськ (1635)
- Охотськ (1647)
- Нижньо-Камчатський острог (1697)

## Відомі якутські воєводи
- 1639—1644 Головін Петро Петрович — перший якутський воєвода.
- 1644—1649 Пушкін Василь Микитович
- 1649—1651 Францбеков Дмитро Андрійович
- 1675—1678 Барнешлєв Андрій Опанасович
- П. П. Зінов'єв — кінець XVII століття
- Гагарін Іван Петрович — кінець XVII століття
- Полуектов Іван Іванович — 1710-1720-х рр.
- Траурніхт — початок XVIII століття